# Basílica menor del Nazareno Negro

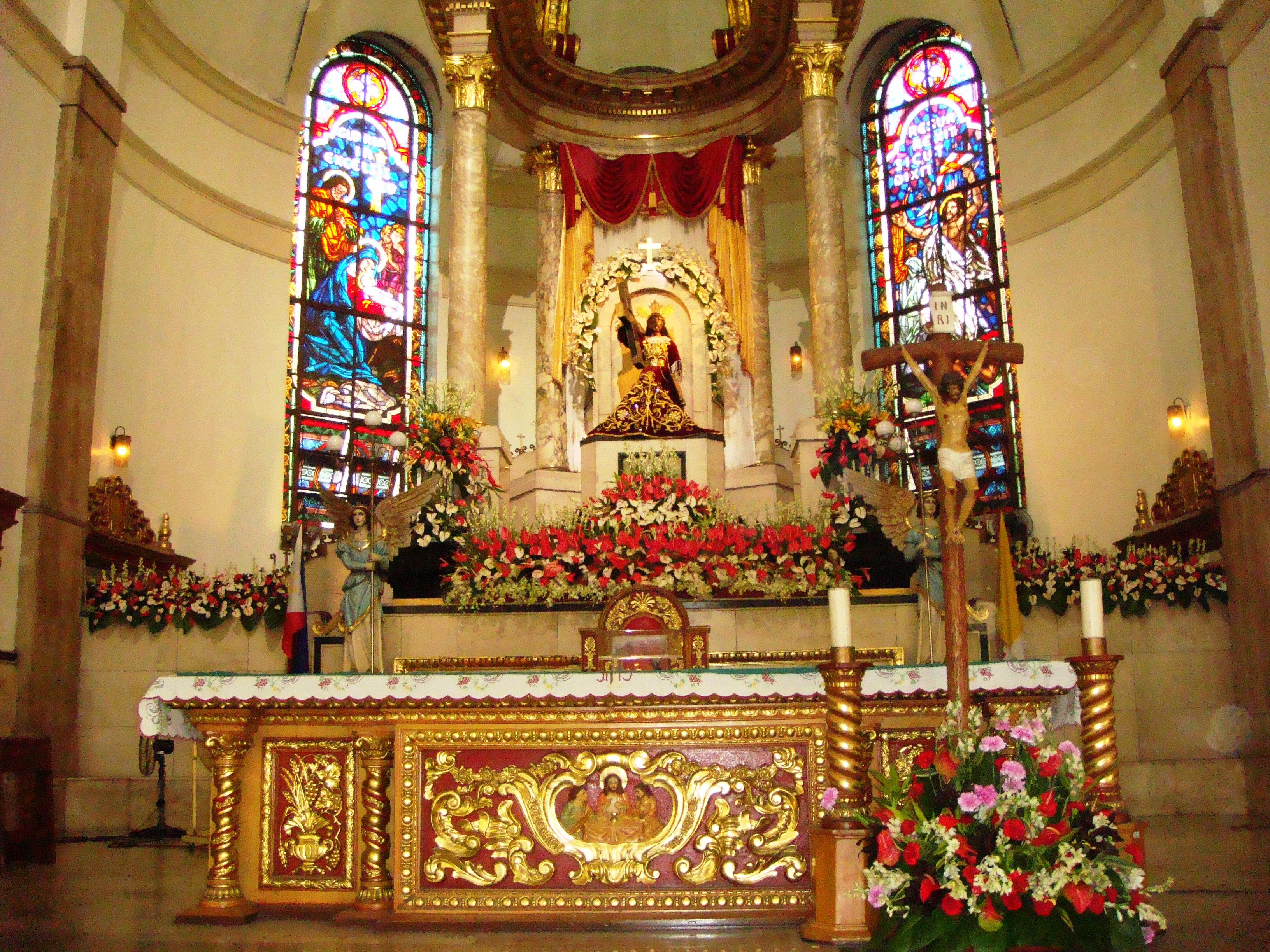
Altar mayor con la imagen del Cristo Negro.

La Basílica Menor del Nazareno Negro, (también llamada "Parroquia de San Juan Bautista" o "Iglesia de Quiapo") es una basílica menor católica de rito latino que se encuentra en el distrito de Quiapo en pleno centro de la ciudad de Manila (capital de las Islas Filipinas).
La iglesia es famosa porque en su interior se venera la célebre imagen del Cristo Negro de Manila, escultura de factura mexicana y considerada milagrosa por los filipinos católicos. La basílica pertenece actualmente a la Arquidiócesis de Manila y recibe a millones de peregrinos durante todo el año.

## Historia
El 29 de agosto de 1586, el Gobernador General Santiago de Vera fundó el distrito de Quiapo. Los misioneros franciscanos construyeron la primera iglesia de Quiapo, con materiales de caña y nipa. La iglesia original fue quemada en 1639 y fue reconstruida con un edificio más sólido, pero fue de nuevo parcialmente destruida por un terremoto de 1863. Bajo la supervisión de los padres Eusebio de León y Manuel Roxas, una tercera iglesia fue terminada en 1899.
El 30 de octubre de 1928, la iglesia sufrió un incendio que casi la destruye por completo, más tarde sería reconstruida de nuevo. El Cardenal Jaime Sin bendijo la parroquia el 28 de septiembre de 1987. La basílica fue remodelada y ampliada en 1984 para dar cabida a más devotos. En 1988 la Iglesia de Quiapo fue declarada basílica menor por el Papa Juan Pablo II. El nuncio apostólico en Filipinas, Monseñor Bruno Torpigliani, bendijo el altar de San Lorenzo Ruiz, el 1 de febrero de 1988.
En la actualidad la Basílica de Quiapo tiene un programa semanal de novenas todos los viernes dedicadas al Nazareno o Cristo Negro y al que asisten miles de devotos todos los días. Cada 9 de enero se realiza la procesión que recuerda el traslado o llegada de la imagen del Cristo a la Iglesia de San Nicolás de Tolentino en Bagumbayan, en esta procesión participan millones de devotos y en ocasiones se producen estampidas.
Uno de los principales problemas a los que se enfrenta la Iglesia católica en Filipinas es la venta ambulante e ilegar de productos de hierbas abortivas y demás pociones que se venden fácilmente por los alrededores del santuario. En Filipinas el aborto está ilegalizado pero aun así la televisión filipina y los medios de comunicación relatan a menudo historias de fetos muertos que son encontrados en el lugar. El cardenal Gaudencio Rosales, ha emitido varias excomuniones canónicas para las mujeres que realizan aborto intencional cerca de la basílica.